# کمبریج (آیووا)
کیمبریج (به انگلیسی: Cambridge) شهری در ایالت آیووا کشور ایالات متحده آمریکا است که جمعیت آن در سرشماری سال ۲۰۱۰ میلادی، ۸۲۷ نفر بوده‌است.